# Vaccinium stellae-montis
Vaccinium stellae-montis är en ljungväxtart som beskrevs av Herman Otto Sleumer. Vaccinium stellae-montis ingår i Blåbärssläktet, och familjen ljungväxter. Inga underarter finns listade i Catalogue of Life.